# Municipio de Elysian (Minnesota)
El municipio de Elysian (en inglés: Elysian Township) es un municipio ubicado en el condado de Le Sueur en el estado estadounidense de Minnesota. En el año 2010 tenía una población de 1046 habitantes y una densidad poblacional de 11,54 personas por km².

## Geografía
El municipio de Elysian se encuentra ubicado en las coordenadas 44°14′58″N 93°42′58″O / 44.24944, -93.71611. Según la Oficina del Censo de los Estados Unidos, el municipio tiene una superficie total de 90.66 km², de la cual 77,97 km² corresponden a tierra firme y (14 %) 12.69 km² es agua.

## Demografía
Según el censo de 2010, había 1046 personas residiendo en el municipio de Elysian. La densidad de población era de 11,54 hab./km². De los 1046 habitantes, el municipio de Elysian estaba compuesto por el 98,37 % blancos, el 0,19 % eran amerindios, el 0,19 % eran asiáticos, el 0,76 % eran de otras razas y el 0,48 % eran de una mezcla de razas. Del total de la población el 1,53 % eran hispanos o latinos de cualquier raza.